# Isabel Sucunza Alfonso
Isabel Sucunza Alfonso (Pamplona, 1972) es una periodista, librera y escritora española en lengua castellana.

## Biografía
Se licenció en periodismo en la Universidad de Navarra. A finales de los años 90 seiinstala en Barcelona donde colaboró en el programa Salón de lectura, de Barcelona TV, y posteriormente en el programa literario L'hora del lector, de Televisión de Cataluña y en el programa radiofónico Els Experts d'iCat.cat.
Actualmente es copropietaria y fundadora de la Librería Calders, abierta en el barrio de Sant Antoni en abril de 2014, trabaja en la editorial Navona. En 2017 publicó Informe de lectura, con Abel Cutillas, con quien fundó la librería. 

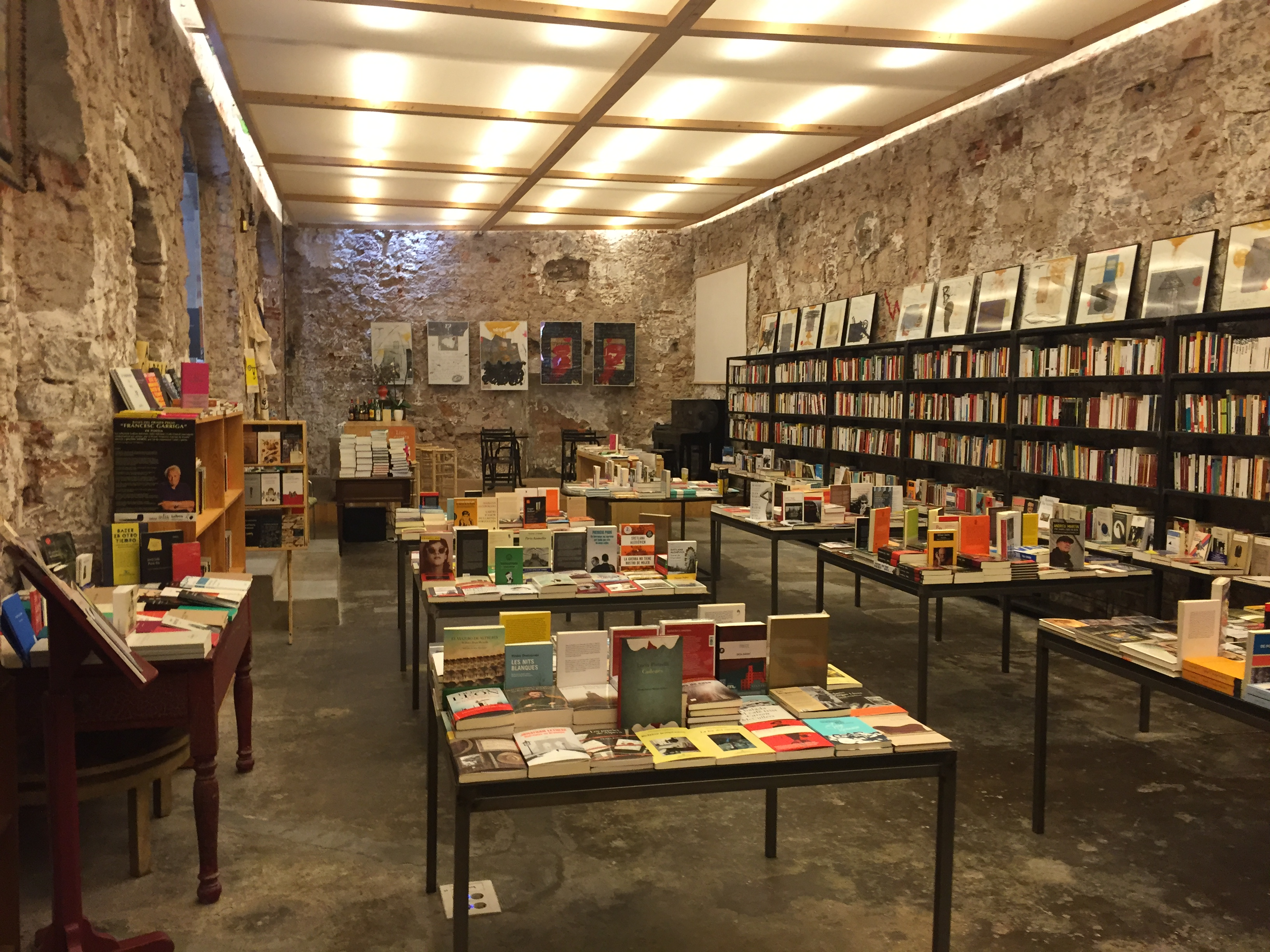
Librería Calders

## Obras
- 2012: La tienda y la vida (Blackie Books), nacido de su blog personal se presenta como un libro escrito a modo de dietario donde narra su experiencia laboral en una tienda de ropa mezclada con referencias literarias.
- 2017: Informe de lectura, con Abel Cutillas, con prólogos de Antonio Ramírez y Josep Cots. Editorial Comanegra, ISBN 9788416605804